# Hyphoradulum conspicuum
Hyphoradulum conspicuum är en svampart som beskrevs av Pouzar 1987. Hyphoradulum conspicuum ingår i släktet Hyphoradulum och familjen Cyphellaceae.   Inga underarter finns listade i Catalogue of Life.